# ボリス・ヴォリノフ

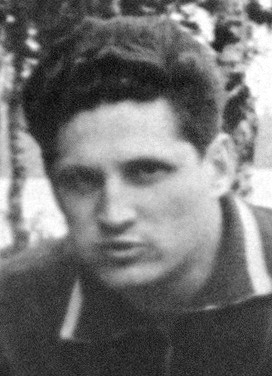
1963年のヴォリノフ

ボリス・ワレンチノヴィチ・ヴォリノフ （ロシア語: Бори́с Валенти́нович Волы́нов, ラテン文字転写: Boris Valentinovich Volynov、1934年12月18日 - ）は、ソビエト連邦の宇宙飛行士。
イルクーツク出身。3歳の時に父が亡くなると、母と共にケメロヴォ州プロコピエフスクに移り、そこで学校に通う。義務教育を終えた1952年、空軍学校へ入学するが後にスターリングラード高等航空学校へ移籍。1956年、戦闘機パイロットとして中央ロシア北部の基地に配属される。1960年3月7日、宇宙飛行士候補に選抜され、訓練を開始。1961年4月5日、飛行士に正式登録された。
飛行士としての最初の任務は1962年のボストーク3号およびボストーク4号の予備搭乗員(セカンドバックアップ)、続いてボストーク5号の支援搭乗員(バックアップ)であった。その後ボスホート計画、ソユーズ3号でもバックアップに割り当てられる。この不遇の一因として彼の母親がユダヤ人であったことがあるようだ。(当時はユダヤ人に対する偏見があった。)
正規クルーとしてソユーズ5号の船長に任命されたのは訓練開始から約9年後の1969年のことであった。ソユーズ5号は1969年1月15日に打ち上げられ、軌道上でソユーズ4号とドッキング、ヴォリノフと同乗していたアレクセイ・エリセーエフ、エフゲニー・フルノフの2名が4号に乗り移り、彼は単独で地上へ帰還した。しかしその帰還の際、大気圏突入時に宇宙船にトラブルが発生し、命の危機を感じたが、無事に着陸。ただその着陸は激しいもので、前歯を折るなどの重傷を負った。
また1976年のソユーズ21号では2度目の飛行を行い、サリュート5号に滞在した。その後の1990年3月17日に宇宙飛行士チームと空軍を退役した。